# پایگاه هوایی کامنسک-اورالسکیی
پایگاه هوایی کامنسک-اورالسکیی (به انگلیسی: Kamensk-Uralsky (air base)) یک فرودگاه نظامی است که یک باند فرود بتن دارد و طول باند آن ۲۷۰۰ متر است. این فرودگاه در شهر کامنسک-اورالسکیی کشور روسیه قرار دارد و در ارتفاع ۱۵۳ متری از سطح دریا واقع شده است.